# Nagykőmázsa-völgyi-víznyelőbarlang
A Nagykőmázsa-völgyi-víznyelőbarlang Magyarország fokozottan védett barlangjai közül az egyik. A Bükki Nemzeti Park területén található. Egy ideig Magyarország hatodik és a Bükk-vidék negyedik legmélyebb barlangja volt.

## Leírás
A Galya-tető és a Nagy-kőmázsa között lévő völgy talpán, a nagykőmázsai mészkőfejtő falaitól északra, de még a bánya területén, magánterületen, erdőben, egy majdnem 35 méter átmérőjű töbör peremén található a 0,6×0,8 méteres bejárata. A természetes bejárat ovális és függőleges tengelyű. Napjainkban a víz nem a bejáraton keresztül folyik a földfelszín alá, hanem a körülbelül két méterrel feljebb lévő, majdnem egy méter mély beszakadásban tűnik el. Felső triász mészkőben keletkezett két fő tektonikus törésvonal mentén. A bejárati szakasz egy északnyugat-délkelet irányú hasadék mellett, a XII. aknáig tartó szakasz egy északkelet-délnyugat irányú hasadék mellett jött létre. A tektonikus hasadékokat később a víz korróziós és eróziós munkája bővítette barlang méretűvé.
Az inaktív víznyelőbarlangra a függőleges járatok jellemzők és a barlang lépcsőzetesen mélyül a mélypontjáig, amely egyben a végpontja is. Egy álfenekekkel tagolt hasadékban van az utolsó négy akna. A barlang hasadékai állított vagy fektetett szilvamag alakúak. A leglátványosabb morfológiai nagyformája a kürtő és az akna, de található benne meander és gömbfülke is. A morfológiai kisformák közül a mennyezeti sík, a mennyezeti csatorna, a csorga, a gömbüst, a szinlő, a kannelúra, a hullámkagyló és az ujjbegykarr figyelhető meg. A végpontja egy kereszthasadék, amelynek a tetejénél van a Boldog-ág alja is. A Boldog-ágból a főág utolsó aknájának a tetejébe is át lehet jutni.
A csipkésre oldott falú aknákban kevés cseppkő jött létre. A legtöbb cseppkő a felső részén van. Található benne állócseppkő, függőcseppkő, szalmacseppkő, cseppkőléc, cseppkőoszlop, cseppkőlefolyás és cseppkőbekérgezés. A cseppkövek változatos színűek, például hófehérek, sárgás-fehérek, rozsdavörösek és kékes-szürkék. Fennőtt romboéderes kalcit is előfordul a barlangban. Az egyik fülkéből, egy másodlagos lelőhelyről barlangi medve keresztcsontdarab került elő és a kitöltésében megtalálták nagytestű, növényevő, pleisztocén kori állatok csontjait is. A mélypontján egy állandó, 7 °C-os, kristálytiszta, elmenő, vizes szifon van. A szifon vizének a felszíne 0,8 és 1,6 négyzetméter között váltakozik. Miskolctapolcai forrásokban jelenik meg a szifonból elfolyó víz. Ugyanahhoz a karsztvízrendszerhez tartozik, mint a Mexikó-völgyi-víznyelőbarlang. A barlangból kilenc ízeltlábú faj lett meghatározva, köztük három darab Anaphtalmus gebhardti is, amely egy vak, a futóbogárfélék családjába tartozó faj.
Az 1999-es felmérési dokumentációban az olvasható, hogy a felmért hossza 344 méter, a további, becsült hossz körülbelül 20 méter, a legnagyobb magassága 0 méter, a legnagyobb mélysége 98 méter, a függőleges kiterjedése 98 méter, a vízszintes kiterjedése 30 méter, a bejárat 275 méter tengerszint feletti magasságban nyílik és a legmélyebb pontja 177 méter tengerszint feletti magasságban található. A lezáratlan barlang engedéllyel és kötéltechnikai eszközök alkalmazásával látogatható.
Előfordul a barlang az irodalmában Nagykőmázsai viznyelőbarlang (Bertalan 1976), Nagykőmázsai-víznyelőbarlang (Jakucs, Kessler 1962), Nagykőmázsai víznyelőbarlang (Kordos 1984), Nagy-Kőmázsai-víznyelőbarlang (Dely 1970), Nagykőmázsai zsomboly (Kessler 1961), Nagy-Kőmázsa-völgy Cave (Kordos 1977), Nagykőmázsa-völgyi-barlang (Dénes 1970), Nagy-kőmázsa-völgyi-barlang (Dénes 1968), Nagykőmázsavölgyi barlang (Buczkó 1961), Nagykőmázsa-völgyi-viznyelőbarlang (Bertalan 1976), Nagykőmázsa-völgyi-víznyelő (Várszegi 1974), Nagy-Kőmázsa-völgyi-víznyelőbarlang (Dely 1970), Nagykőmázsavölgyi víznyelő barlangrendszer (Borbély 1955), Nagykőmázsa völgyi víznyelő barlangrendszer (Örvös 1962) és Nagykőmázsa-völgy Sinkhole-cave (Takácsné, Eszterhás, Juhász, Kraus 1989) neveken is. 1979-ben volt először Nagykőmázsa-völgyi-víznyelőbarlangnak nevezve a barlang az irodalmában (Lénárt 1979). A Nagykőmázsai zsomboly és a Nagykőmázsavölgyi barlang nevek a Nagykőmázsa-oldali-zsombolyról szóló szakirodalomban is előfordulnak.

## Kutatástörténet
1954. április 24-én kezdték el feltárását bontással a Magyar Hidrológiai Társaság Miskolci Csoport Zsombolykutató Munkabizottságának barlangkutatói Borbély Sándor vezetésével. 1954. május 9-én érték el a jelenlegi mélypontot, amelynek elérése nem a bontómunka, hanem az aknák bejárásához szükséges eszközök beszerzése és használata miatt volt nehéz. Tóth József készítette el a barlang nagy részének valószínűleg első felmérését. A felmérés alapján rajzolt hosszmetszeti barlangtérkép-vázlat, amelyen nem szerepel készítési idő és szerző, csak a felmérő Tóth József neve alapján körülbelül 93,54 méter mély volt. A Borbély Sándor által írt és a Hidrológiai Közlöny 1955. évi évfolyamában megjelent publikáció szerint 112,6 méter hosszú, 93,54 méter mély, vetületi területkiterjedése 468 négyzetméter, átlagos hőmérséklete 10,9 °C és a szifon hőmérséklete 9 °C.
1960. április 11-én osztrák kutatók hazánkban először ebben a barlangban festett Lycopodiumot, más néven korpafüvet használtak hidrológiai összefüggés-vizsgálathoz. A miskolctapolcai vízmű forrásaiban 22 óra elteltével jelent meg a víznyelőbe juttatott jelzőanyag. 4,2 kilogramm festett Lycopodium-mal és 200 kilogramm sóval jelölték meg a vizet. 1961-ben Magyarország hatodik és a Bükk-vidék negyedik legmélyebb barlangja volt a 93 m mély barlang. Az 1962-ben kiadott, A barlangok világa című könyvben megjelent a víznyelőbarlangnak egy olyan hosszmetszet térképe, amelynek nem ismert a készítési ideje és szerkesztője. A barlang a térkép szerint 94 m mély, a leírás szerint pedig 93 m mély. Bejárata kis átmérőjű, amely után 12 függőleges kürtő található. 1968. december 31-én Magyarország 10. legmélyebb barlangja volt.
1970 végén hazánk 11. legmélyebb barlangja volt. 1976-ban vált országos jelentőségű barlanggá az 5300-as (Bükk) barlangkataszteri területen lévő, miskolci Nagykőmázsa-völgyi-viznyelő-barlang. Az 1976-ban befejezett, Magyarország barlangleltára című kéziratban az olvasható, hogy a Bükk hegységben, a miskolci Görömbölytapolcán lévő Nagykőmázsai viznyelőbarlang másik neve Nagykőmázsa-völgyi-viznyelőbarlang. Az új mészkőbányától Ny-ra, a töbörsor harmadik töbrében, 275 m tszf. magasságban van a bejárata. A barlang 112,6 m hosszú és 93,54 m mély. A szenilis víznyelőbarlangban aknasor van. A kézirat barlangra vonatkozó része 2 irodalmi mű alapján lett írva.
Az 1976-ban összeállított, országos jelentőségű barlangok listájában lévő barlangnevek pontosítása után, 1977. május 30-án összeállított, országos jelentőségű barlangok listáján rajta van a Bükk hegységben, Miskolcon található barlang Nagykőmázsa-völgyi-viznyelőbarlang néven. Az 1977. évi Karszt és Barlang angol nyelvű különszámában megjelent, The longest and deepest caves of Hungary (December 31, 1975) című közleményből megtudható, hogy a Bükk hegységben fekvő, 94 m mély Nagy-Kőmázsa-völgy Cave 1975. december 31-én Magyarország 17. legmélyebb barlangja. Az 1977. december 31-i állapot szerint (MKBT Meghívó 1978. május) a Bükk hegységben lévő és 93,5 m mély Nagykőmázsa-völgyi-barlang az ország 21. legmélyebb barlangja. Az 1977. évi Karszt és Barlangban megjelent összeállítás alapján, 1977. december 31-én Magyarország 23. legmélyebb barlangja a Bükk hegységben elhelyezkedő, 1977. december 31-én, 1976-ban és 1975-ben 93,5 m mély Nagykőmázsa-völgyi-barlang. Ez az összeállítás naprakészebb az 1978. májusi MKBT Meghívóban publikált listánál.
Az 1979-ben napvilágot látott, Barlangok a Bükkben című könyvben szó van arról, hogy a Nagykőmázsa-völgyi-víznyelőbarlangnak a jelenleg működő Nagykőmázsa-bányától ÉNy-ra, egy erdei ösvény melletti második töbörben, 275 m tszf. magasságban van a bejárata. A barlang 112,6 m hosszú és 93,5 m mély. 12 meredek kürtőből és az azokat összekapcsoló ferde vagy szintes részekből áll. Gyakran víz van az alján. Gyakorlott barlangkutatóknak van ajánlva. A könyvhöz mellékelt, a Bükk hegység barlangokban leggazdagabb területét bemutató térképen látható a 84-es számmal jelölt barlang földrajzi elhelyezkedése. Az 1980. évi Karszt és Barlang 1. félévi számában publikálva lett, hogy a kiemelt jelentőségű Nagykőmázsa-völgyi-víznyelőbarlang az 5300-as barlangkataszteri területen (Bükk hegység) helyezkedik el. A barlangnak 5392/3. a barlangkataszteri száma. Az MKBT Dokumentációs Bizottsága a helyszínen el fogja helyezni, a többi kiemelt jelentőségű barlanghoz hasonlóan, a barlang fémlapba ütött barlangkataszteri számát. A barlangkataszteri szám beütéséhez alapul szolgáló fémlap ugyanolyan lesz mint a többi kiemelt jelentőségű barlang fémlapja.
1982. július 1-től az Országos Környezet- és Természetvédelmi Hivatal elnökének 1/1982. (III. 15.) OKTH számú rendelkezése (1. §. és 3. §., illetve 5. sz. melléklet) értelmében a Bükk hegységben lévő Nagykőmázsa-völgyi-víznyelőbarlang fokozottan védett barlang. Fokozottan védett barlang hidrológiai jelentősége miatt lett. Az 1982. szeptember–októberi MKBT Műsorfüzetben meg van említve, hogy a Bükk hegységben található Nagykőmázsa-völgyi-viznyelőbarlang fokozottan védett barlang. A felsorolásban a barlangnevek az MKBT által jóváhagyott és használt helyesírás szerint, javított formában lettek közölve.
Az 1984-ben kiadott, Magyarország barlangjai című könyv országos barlanglistájában szerepel a Bükk hegységben lévő barlang Nagykőmázsa-völgyi-víznyelőbarlang néven Nagykőmázsai víznyelőbarlang névváltozattal. A listához kapcsolódóan látható az Aggteleki-karszt és a Bükk hegység barlangjainak földrajzi elhelyezkedését bemutató 1:500 000-es méretarányú térképen a barlang földrajzi elhelyezkedése. Az 1987. december 31-i állapot alapján Magyarország 29. legnagyobb függőleges kiterjedésű barlangja az 5392/3 barlangkataszteri számú, 93,5 m függőleges kiterjedésű Nagykőmázsa-völgyi-víznyelőbarlang. Az összeállítás szerint az 1977. évi Karszt és Barlangban közölt mélységi listában a barlang 93,5 m mély. A Karszt és Barlang 1989. évi különszámában publikált, angol nyelvű tanulmányhoz (The caves of Hungary) kapcsolódva megjelent egy olyan lista, amelyben Magyarország legmélyebb barlangjai vannak felsorolva. A felsorolás szerint a Bükk hegységben fekvő, 94 m mély Nagykőmázsa-völgyi-víznyelőbarlang (Nagykőmázsa-völgy Sinkhole-cave) 1988-ban Magyarország 29. legmélyebb barlangja. (A barlang 1977-ben is 94 m mély volt.)
A Természetvédelmi Hivatal Barlangtani Intézetének megbízásából, 1998. május 31. és 1998. december 28. között a Pizolit Barlangkutató Sportegyesület tagjai felmérték a barlangot, majd Szabó Zoltán a felmérés alapján, 1998. július 30-tól 1999. január 10-ig megszerkesztette a barlang alaprajz térképét keresztmetszetekkel, valamint hosszmetszet térképét. A felmérés során kimászták a Nagy-hasadék aknájának tetején kezdődő két, addig bejáratlan kürtőt, illetve Seres Anikó vizsgálta az élőhely ízeltlábú faunáját. 2001. május 17-től a környezetvédelmi miniszter 13/2001. (V. 9.) KöM rendeletének értelmében a Bükk hegység területén lévő Nagykőmázsa-völgyi-víznyelőbarlang fokozottan védett barlang. Egyidejűleg a fokozottan védett barlangok körének megállapításáról szóló 1/1982. (III. 15.) OKTH rendelkezés hatályát veszti.
A 2003-ban megjelent, Magyarország fokozottan védett barlangjai című könyvben lévő barlangismertetésben az olvasható, hogy 344 m hosszú, 98 m függőleges kiterjedésű és vízszintes kiterjedése 30 m. A könyvben lévő, Egri Csaba és Nyerges Attila által készített hosszúsági lista szerint a Bükk hegységben lévő és 5392-3 barlangkataszteri számú, 2002-ben 344 m hosszú Nagykőmázsa-völgyi-víznyelőbarlang Magyarország 73. leghosszabb barlangja 2002-ben. A könyvben található, Egri Csaba és Nyerges Attila által készített mélységi lista szerint a Bükk hegységben lévő és 5392-3 barlangkataszteri számú Nagykőmázsa-völgyi-víznyelőbarlang Magyarország 31. legmélyebb barlangja 2002-ben. A 2002-ben 98 m mély barlang 1977-ben és 1987-ben is 94 m mély volt.
A 2005-ben napvilágot látott, Magyar hegyisport és turista enciklopédia című kiadványban meg van említve, hogy a Marcel Loubens Barlangkutató Egyesület egyik legjelentősebb feltárása a Nagykőmázsa-völgyi-víznyelőbarlang (1954). 2005. szeptember 1-től a környezetvédelmi és vízügyi miniszter 23/2005. (VIII. 31.) KvVM rendelete szerint a Bükk hegységben lévő Nagykőmázsa-völgyi-víznyelőbarlang fokozottan védett barlang. 2015. november 3-tól a földművelésügyi miniszter 66/2015. (X. 26.) FM rendelete szerint a Nagykőmázsa-völgyi-víznyelőbarlang (Bükk hegység) fokozottan védett barlang.

## További irodalom
- Borbély Sándor: Új kutatási eljárás a víznyelők és források összefüggésének kutatására. Borsodi Földrajzi Évkönyv, 1962. (3–4. köt.) 132–137. old.
- Czenthe Huba: A Bükk-hegység barlangjai. Kézirat (szakdolgozat) a KvVM Barlang- és Földtani Osztályon (Budapesten), Eger, 1965. 83. old.
- Kraus Sándor: Barlangföldtan. Budapest, 1984.
- Kuchta Gyula: Néhány bükki zsomboly és víznyelőbarlang. Borsodi Földrajzi Évkönyv, 1958. (1.) Miskolc. 19–20. old.
- Kuchta Gyula: Morfológiai megfigyelések a Nagykőmázsavölgyi-víznyelőbarlangban. Kézirat, 1965.